# کاپاسیا
کاپاسیا (به لاتین: Kapasia) یک منطقهٔ مسکونی در بنگلادش است که در ناحیه قاضی‌پور واقع شده‌است. کاپاسیا ۳۵۶٫۹۸ کیلومتر مربع مساحت و ۳۰۳٬۷۱۰ نفر جمعیت دارد.